# غريغ جوي
غريغ جوي هو عازف قيثارة وملحن كندي، ولد في 23 أبريل 1956 في بورتلاند في الولايات المتحدة.

## وصلات خارجية
- غريغ جوي على موقع الاتحاد الدولي لألعاب القوى (الإنجليزية)
- غريغ جوي على موقع اللجنة الأولمبية الدولية (الإنجليزية)
- غريغ جوي على موقع أوليمبيديا (الإنجليزية)
- غريغ جوي على موقع اللجنة الأولمبية الكندية (الإنجليزية)
- غريغ جوي على موقع قاعة كولومبيا البريطانية للمشاهير الرياضية (الإنجليزية)